# Fontana (cráter marciano)
Fontana es un cráter del cuadrángulo Thaumasia de Marte, localizado en las coordenadas 63.2°S de latitud y 72.2°O de longitud. Tiene 80.0 km de diámetro. Recibió su nombre en honor de Francesco Fontana, nombre aprobado en 1973 por la Unión Astronómica Internacional (UAI). Las imágenes tomadas por el Mars Reconnaissance Orbiter muestran espectaculares «pistas de diablo» de polvo y dunas en el suelo del cráter.
| [[File:Wikifontana.jpg\|1200px\|alt={{{Alt\|{{{descripción}}}]]                                                                       |
| Cráter Fontana, fotografía de la cámara CTX a bordo del Mars Reconnaissance Orbiter. (El norte, hacia la izquierda de la fotografía). |
| |
| Marcas de polvo, pistas del diablo, justo fuera del brocal al norte del cráter Fontana (Detalle de la imagen anterior)                |